# Actias miae
Actias miae är en fjärilsart som beskrevs av Lambertus Johannes Toxopeus 1944. Actias miae ingår i släktet månspinnare, och familjen påfågelspinnare. Inga underarter finns listade i Catalogue of Life.